# Clematis dimorphophylla
Clematis dimorphophylla är en ranunkelväxtart som beskrevs av Wen Tsai Wang. Clematis dimorphophylla ingår i släktet klematisar, och familjen ranunkelväxter. Inga underarter finns listade i Catalogue of Life.